# Oligia subcedens
Oligia subcedens là một loài bướm đêm trong họ Noctuidae.